# Čertova strouha
Čertova strouha je malý vodopád nacházející se v Krkonoších nedaleko Špindlerova Mlýnu. Nachází se v čertově dole a taktéž patří k jednomu z přítoků Bílého Labe, které je přehrazeno několika desítkami kamenných stupňů a tvoří více menších vodopádů. Na přelomu 19. a 20. století byly na říčce vybudovány přepady a hráze jako protipovodňové opatření, dnes je z nich řada vodopádů.

## Lokalita
Čertova strouha se nachází na Severovýchodě České republiky. Nedaleko Špindlerova Mlýnu, na řece Bílé Labe. Na území Krkonošského národního parku

## Historie
Čertova strouha vznikla na přelomu 19. a 20. století jako obrana proti povodním. Na řece bylo vybudováno několik hrází pro zmírnění toku a eliminace škod povodněmi. 

## Hrazenářské dílo

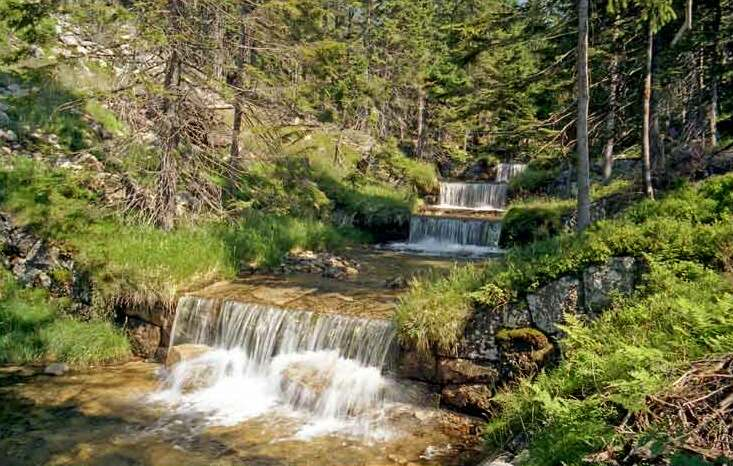
Čertova strouha

Na základě ničivých povodní ke konci 19. století byly provedeny rozsáhlé práce v povodí Labe. Čertova strouha je dokonalým příkladem hrazenářské práce, která se zachovala téměř kompletně a funkčně.
Dílo dokládá vysoké stavitelské umění našich předků, dosahované velmi skromnými technickými prostředky. Bylo zde vybudováno 43 příčných a 194 podélných kamenných hrazenářských objektů. 

## Naučná stezka
Údolím vede naučná stezka seznamující s hrázenářským dílem. První atrakcí je vodopád na Čertově potoce, poté stezka pokračuje proti proudu potoka. Ke konci je malá kaskáda umělých vodopádů, za nimi je dřevěný most vedoucí na druhou stranu a po pár metrech stezka končí, na konci jsou k vidění zbytky bývalé kovárny. Stezka není okružní. 
Délka: 1,4 km (trasa)
Převýšení: 170 m
Počet zastávek: 8 

## Flóra

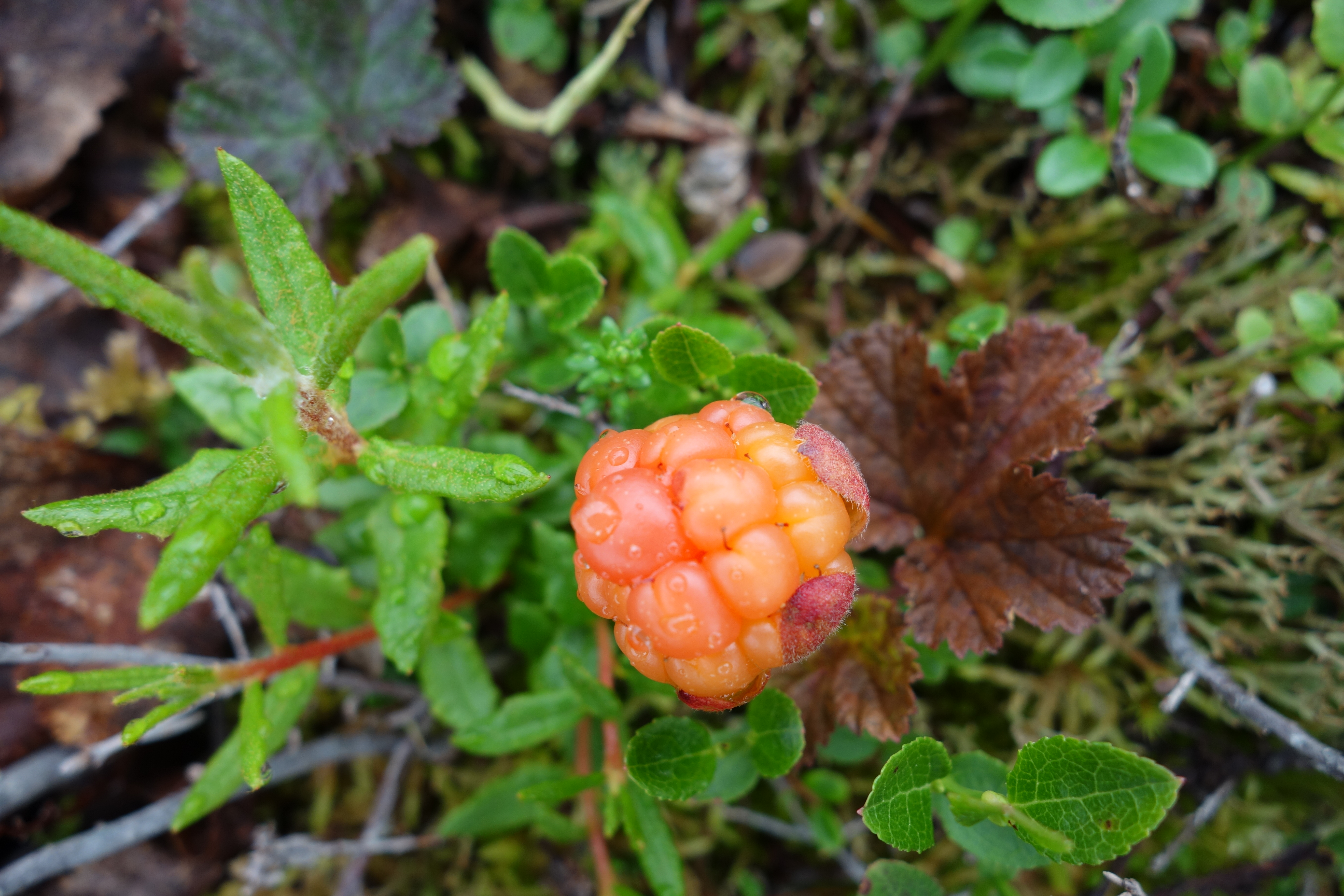
Ostružiník moruška (glaciální relikt)

Čertova strouha se nachází v přibližné nadmořské výšce 1300m., tzn. spadá do subalpínského vegetačního stupně. Disponuje klečovými porosty, prameništěmi a rašelinitštěmi. Taktéž se zde vyskytuje glaciální relikt Ostružiník moruška, borůvky či brusnice.
Přehled vegetačních stupňů Krkonoš:
1. submontánní stupeň (do 800 m n. m.)
2. montánní stupeň (do 1200 m n. m.)
3. subalpínský stupeň (nad 1200 m n. m.)
4. alpínský stupeň (nad 1500 m n. m.)

V okolí se nachází poměrně drsné klima s nízkými teplotami. Subalpínský stupeň taktéž obsahuje rozsáhlé traviny, příkladem je smilka tuhá nebo ostřice. Na podzim zde rozkvétá modrofialový hořepník tolitový